# Mathieu Corbey

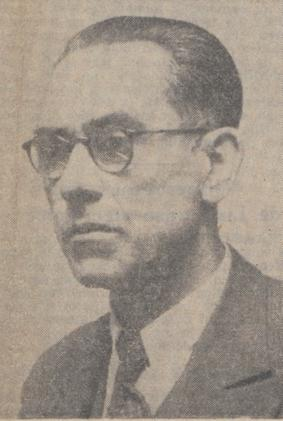
Burgemeester M.J.P.M. Corbey (ca. 1950)

Marie Joseph Peter Mathieu Corbey/Corbeij (Sittard, 16 mei 1886 – 5 december 1950) was een Nederlands politicus. 
Hij werd geboren als zoon van Johannes Josephus Antonius Corbey (1858-1929; bakker) en Anna Maria Catharina Wilms (1857-1938). Hij was secretaris van de Centrale Limburgsche Drankweer (drankbestrijding) maar hij was ook lid van de Sittardse gemeenteraad en hij is daar bovendien wethouder geweest. Corbey werd in 1934 benoemd tot burgemeester van Broeksittard. In 1941 stapte hij op waarna de NSB-burgemeester van Sittard tevens waarnemend burgemeester van Broeksittard werd. Een jaar later ging die gemeente op in de gemeente Sittard. Corbey werd actief in het verzet en na de bevrijding in 1944 was hij enige tijd waarnemend burgemeester van Merkelbeek, Oirsbeek en Schinveld. In 1949 volgde zijn benoeming tot burgemeester van Nieuwstadt en daarnaast was hij lid van de Provinciale Staten van Limburg. Eind 1950 overleed Corbey op 64-jarige leeftijd. 